# Jakob Friedrich Ehrhart
Jakob Friedrich Ehrhart   (Holderbank, 4 de novembre de 1742 - Hannover, 26 de juny de 1795) va ser un botànic alemany, deixeble de Carl von Linné a la Universitat d'Uppsala, i més tard director del jardí botànic de Hannover, on produí treballs importants de botànica de 1780 a 1793. Ehrhart va ser el primer botànic a utilitzar el nivell de subespècies i publicà moltsnoms subespecífics entre 1780 i 1789.
La seva abreviació com a botànic és: Ehrh.